# Arichanna flavosparsa
Arichanna flavosparsa är en fjärilsart som beskrevs av Inoue 1970. Arichanna flavosparsa ingår i släktet Arichanna och familjen mätare. Inga underarter finns listade i Catalogue of Life.